# Вангелис
Ванге́лис (греч. Βαγγέλης, фр. Vangelis, полное имя Эва́нгелос Одиссе́ас Папатанаси́у, греч. Ευάγγελος Οδυσσέας Παπαθανασίου; 29 марта 1943, Агрия, Волос, Магнисия, Фессалия, Греческое государство — 17 мая 2022, Париж, Франция) — греческий композитор, один из первых авторов и исполнителей электронной музыки.

## Биография
Эвангелос Одиссеас Папатанасиу родился 29 марта 1943 года в небольшом прибрежном городке Агрия в Магнисии в Фессалии и вырос в Афинах. Его отец Одиссей занимался бизнесом, связанным с недвижимостью, увлекался спортом (был бегуном-любителем) и музыкой. Его мать, Фотейни Кириакопулу, проходила обучение вокальному искусству (сопрано), хотя и не пела профессионально. У Вангелиса был один брат Никос. Музыкальные таланты юного Вангелиса стали очевидными уже в 4 года, а впервые его музыка прозвучала со сцены, когда ему было 6 лет. Однако когда родители попытались дать мальчику профессиональное музыкальное образование, оказалось, что он не подчиняется формальному образованию, потому что не желает следовать каким-либо указаниям. Вместе с тем в дальнейшем он с теплотой вспоминал о своей матери, которая особенно настойчиво стремилась приохотить мальчика к игре на фортепиано.
Фашистский путч «чёрных полковников» (1967 г.) застал Вангелиса в Париже, где он со своими друзьями Демисом Руссосом и Лукасом Сидерасом учился в Сорбонне, как раз во время студенческой революции 1968 года. Решение не возвращаться на родину было принято единогласно… Но оставшееся патриотами Греции трио решило вписать имя родной страны в историю музыки: так родилась новая группа, названная «Aphrodite’s Child» («Дитя Афродиты»). Но все трое тяготели к противоположным направлениям. В этой разности взглядов и вкусов родилось уникальное звучание группы. Вангелис интересовался иным направлением музыки, которое тогда называли «прогрессив» — сложной инструментальной музыкой с использованием в большом количестве передовых синтезаторов и других электронных инструментов той эпохи; фактически он стал одним из пионеров в данной области. Он стал неформальным творческим руководителем коллектива, определял его непосредственный курс. Первое время коллектив экспериментировал в звучании, пробовал разные форматы, но вскоре пришел к конечной формуле, где Вангелис сел за клавишный (преимущественно электроорганный) аккомпанемент.
Первый же их сингл «Rain and Tears» («Дождь и слёзы») принёс им мировую популярность, и в дальнейшем все выпускаемые синглы на протяжении трёх лет неизменно занимали первые места в европейских чартах.
В 1971 году, увеличив инструментальные возможности включением в состав гитариста и ударника Силвера Кулуриса, они с явным лидерством Вангелиса записали на двойной альбом электронную ораторию «666 — Apocalypse of John». После выхода этого альбома группа разошлась.
В 1970 году ему впервые представился случай записаться на пластинку. Первым диском молодого композитора стал саундтрек к фильму Генри Чапиера «Sex Power». Фильм был снят в жанре «легкой эротики».
Несколько дисков, вышедших за два года, были неудачными в коммерческом плане. Позже Вангелис познакомился и начал работать с французским режиссёром Фредериком Россифом.
В 1974 году Вангелис переехал из Парижа в Лондон, где его кандидатура рассматривалась как возможная замена клавишника Рика Уэйкмана в группе «Yes». Однако после двух недель репетиций Вангелис покинул их, сказав, что его музыкальная концепция слишком далека от концепции группы. Именно за эти две недели он сдружился с солистом «Yes» Джоном Андерсоном, что обеспечило их последующее совместное творчество.
В 1975 году Вангелис подписал контракт с компанией RCA и основал собственную студию звукозаписи «Nemo Studios», которую Вангелис впоследствии упоминает как свою исследовательскую лабораторию. Здесь он начал запись серии электронных альбомов, таких, как Heaven and Hell (1975), Albedo 0,39 (1976), Spiral (1977), Beaubourg (1978) и China (1979). Части из Heaven and Hell впоследствии использовались в качестве главной темы в телевизионном сериале Карла Сагана «Космос».
В конце 1970-х — начале 1980-х годов Вангелис немало времени уделяет совместным проектам. Вместе с Джоном Андерсоном он записывает четыре успешных альбома под маркой «Jon and Vangelis», записывает два альбома «старинных» греческих гимнов совместно с Ирен Папас (изданных только в Греции), продюсирует записи Демиса Руссоса.
Британский режиссёр Энтони Томас в 1980 году снял фильм «Смерть принцессы», в котором использовал композицию «Альфа».
В 1981 году выходит фильм «Огненные колесницы» с музыкой Вангелиса. За эту музыку он удостоился премий «Оскар» и «Грэмми». Заглавный трек с альбома стал единственной греческой композицией в истории, возглавившей национальный хит-парад США. В 1982 году он написал музыку к фильму «Бегущий по лезвию» (режиссёр Ридли Скотт). В 1984 году Вангелис принимает участие в создании совместного альбома в стиле нью-эйдж с Сьюзан Чани.
Кроме этих работ, он выпускает альбом академической музыки Invisible Connections («Невидимые связи»), а в 1985 году — альбом симфонической и хоральной музыки «The Mask» («Маска»), в 1992 году он был номинирован на премию «Золотой глобус» по категории «Лучшая музыка к фильму» «1492: Завоевание рая».
В 1993 году он сочиняет вокальную симфонию «Mythodea», которая в 2001-м становится официальной музыкой миссии НАСА «Марс Одиссей» и исполняется в Храме Зевса в Афинах в рамках «культурной Олимпиады» в преддверии Олимпиады-2004.
В 1996 Вангелис пишет саундтреки к одному из фильмов «Подводной Одиссеи» Жака-Ива Кусто, но тот после прослушивания материала отказывается брать музыку к фильму со словами: «Никто не будет смотреть мой фильм, все будут слушать только твою музыку». Так появляется альбом «Oceanic». Осенью 1998 года вышел новый альбом Вангелиса «El Greco».
В 2002 году Вангелис стал автором гимна чемпионата мира по футболу в Японии и Корее.
Вангелис вернулся после 20-летней эмиграции в Грецию. Ему было поручено создание музыки для самых знаменательных празднеств — таких как открытие Олимпийских игр в Афинах. На сцене идут балеты Вангелиса — не только в Греции, но и за её пределами.
В 2012 году в Лондоне на Олимпийских играх Лондонским симфоническим оркестром с участием Роуэна Аткинсона была исполнена инструментальная композиция Вангелиса «Chariots of Fire». Видео с этой записью стало самым просматриваемым за всю историю официального YouTube-канала Олимпийских игр.
К космической тематике Вангелис вернулся в 2014 году после того, как поговорил по скайпу c находящимся на борту МКС астронавтом Андре Кёйперсом о миссии «Розетта». История о посадке космического аппарата на поверхность кометы вдохновила 70-летнего композитора на очередную синтезаторно-оркестровую запись, в которой были налицо и свойственная всем работам Вангелиса кинематографичность, и героическая интонация, характерная для любого разговора о космосе с массовой аудиторией. Последний его альбом вышел в 2021 году и назывался «Juno to Jupiter» («От Юноны к Юпитеру»).
Скончался 17 мая 2022 года от сердечной недостаточности в одной из больниц Парижа, где лечился от COVID-19.

### Личная жизнь
О личной жизни Вангелиса известно немного. Он нечасто давал интервью журналистам. В 2005 году заявил, что его «никогда не интересовал» «декадентский образ жизни» времён его группы. Не употреблял алкоголь или наркотики. Также его мало интересовала бизнес-сторона музыкальной индустрии и достижение звёздного статуса. По этому поводу он высказывался, «что успех и чистое творчество не очень совместимы. Чем успешнее вы становитесь, тем больше вы становитесь продуктом чего-то, что приносит деньги».
Согласно сообщениями в прессе и редким интервью он был женат дважды. Детей у него не было. Одной из его жён была французская фотограф Вероник Скавинска, которая работала над некоторыми из его альбомов. Кроме того, из интервью журналу Backstage следует, что ранее Вангелис состоял в браке с греческой певицей Ваной Верутис.
Композитор попеременно жил в Лондоне, Париже и Афинах, где он приобрёл дом у подножия Акрополя, который так и не отделал. Неоклассическое здание едва не было снесено в 2007 году, после того как правительственные чиновники решили, что оно портит вид на древнюю цитадель из нового музея, построенного по соседству, но в итоге передумали.
В целом Вангелиса характеризовали как крайне закрытого человека. Многие знавшие его отзывались о нём, как о располагающим к себе и лёгком в общении человеке с чувством юмора. Он любил долгие дружеские встречи, интересовался древнегреческой философией, наукой и физикой музыки и звука, а также исследованиями космоса. Помимо музыки, увлекался живописью. Его первая выставка из 70 картин состоялась в 2003 году в Альмудине в Валенсии, Испания. После успеха выставки Vangelis Pintura его работы были выставлены в крупных галереях по всему миру.

## Дискография

### Студийные альбомы
- 1971 — Fais Que ton Reve Soit Long Que la Nuit
- 1971 — Dragon
- 1971 — Hypothesis
- 1973 — Earth
- 1974 — E tu (+ Клаудио Бальони)
- 1975 — Heaven And Hell
- 1976 — Albedo 0.39
- 1976 — Concerto Per Margherita (+ Ricardo Cocciante)
- 1976 — Phos (+ Socrates)
- 1977 — Spiral
- 1977 — Ignacio
- 1977 — Magic (+ Demis Roussos)
- 1978 — Beaubourg
- 1978 — Odes (+ Irene Papas)
- 1979 — China
- 1979 — Opera Sauvage
- 1979 — Short Stories (+ Джон Андерсон)
- 1980 — See You Later
- 1981 — Chariots Of Fire
- 1981 — The Friends of Mr.Cairo (+ Джон Андерсон)
- 1983 — Private Collection (+ Джон Андерсон)
- 1983 — Antarctica
- 1984 — Soil Festivities
- 1985 — Invisible Connections
- 1985 — Mask
- 1986 — Rhapsodies (+ Irene Papas)
- 1988 — Direct
- 1989 — Themes
- 1990 — The City
- 1991 — Page of Life (+ Джон Андерсон)
- 1992 — 1492 Conquest of Paradise
- 1994 — Blade Runner
- 1995 — Voices
- 1995 — Ask The Mountains (вместе с Stina Nordenstam) — довольно известная композиция, часто используется в рекламных роликах за её «атмосферный» звук.
- 1995 — Foros Timis Ston Greco (A Tribute To El Greco)
- 1996 — Oceanic
- 1997 — Portraits
- 1998 — El Greco
- 2001 — Mythodea
- 2004 — Alexander
- 2007 — Bladerunner. Anniversary Edition (3CD)
- 2007 — El Greco. OST.
- 2016 — Rosetta[англ.] (Decca Records)
- 2019 — Nocturne: The Piano Album (Decca Records)
- 2021 — Juno To Jupiter

### Саундтреки к фильмам
| - 1963 — O Adelfos mou o trohonomos - 1966 — 5000 psemata - 1966 — To Prosopo tis medusas - 1970 — Sex Power - 1972 — L’Apocalypse Des Animaux - 1972 — Salut, Jerusalem - 1973 — Преступление и страсть - 1974 — Amore - 1974 — Le Cantique des créatures: Georges Mathieu ou La fureur d'être - 1975 — Ignacio / Entends-Tu Les Chiens Aboyer? - 1975 — Le Cantique des créatures: Georges Braque ou Le temps différent - 1976 — Преступление и страсть - 1976 — La Fete Sauvage (The Wilderness Party) - 1977 — Entends-Tu les Chiens Aboyer - 1978 — Призрак оперы - 1980 — Mater amatísima - 1980 — Prkosna delta - 1981 — Огненные колесницы - 1981 — Die Todesgöttin des Liebescamps - 1982 — Бегущий по лезвию (оригинальная запись выпущена в 1994) - 1982 — Пропавший без вести - 1982 — Le Cantique des créature: Pablo Picasso pintor - 1982 — Год, опасный для жизни | - 1983 — Антарктическая история - 1984 — Баунти - 1984 — Sauvage Et Beau (Wild & Beautiful) - 1985 — Чудеса жизни - 1986 — Der Rosenkönig - 1987 — Тот, кто меня бережёт - 1988 — Nosferatu a Venezia - 1988 — Le Dîner des bustes - 1989 — Франциск - 1989 — Russicum — I giorni del diavolo - 1990 — Розенкранц и Гильденстерн мертвы (балет) - 1992 — Горькая луна - 1992 — 1492: Завоевание рая - 1993 — Бегущий по лезвию — private release - 1994 — De Nuremberg à Nuremberg - 1996 — Cavafys - 2001 — I Hope… - 2004 — Александр - 2013 — Trashed (документальный) |